# Jean-Amédée Savoye
Pour les articles homonymes, voir Savoye.
Ne doit pas être confondu avec Charles-Jean-Amédée de Savoie.
Jean-Amédée Savoye, né le 1er juillet 1804 à Lyon et mort dans la même commune dans le 2e arrondissement le 19 avril 1878, est un architecte français.

## Biographie
Jean-Amédée Savoye étudie à l'école des beaux-arts de Lyon puis entre en 1831 à l'école des beaux-arts de Paris, atelier Debret.

## Réalisations
Il réalise les travaux d'architecture suivants :
- maison Calcombet à Saint-Étienne ;
- château de Longiron ;
- passage Goiran à Lyon (détruit) ;
- percement de la première rue centrale de Lyon, de la place des Jacobins à la rue Grenette ;
- hôtel de la compagnie du gaz de Lyon, rue de Savoie ;
- château à Villette-d'Anthon ;
- château Rival à Civrieux ;
- églises de Saugnieu, de Janneyrias et de Colombier ;
- chapelle des Dames de l’Adoration perpétuelle à la Croix-Rousse.

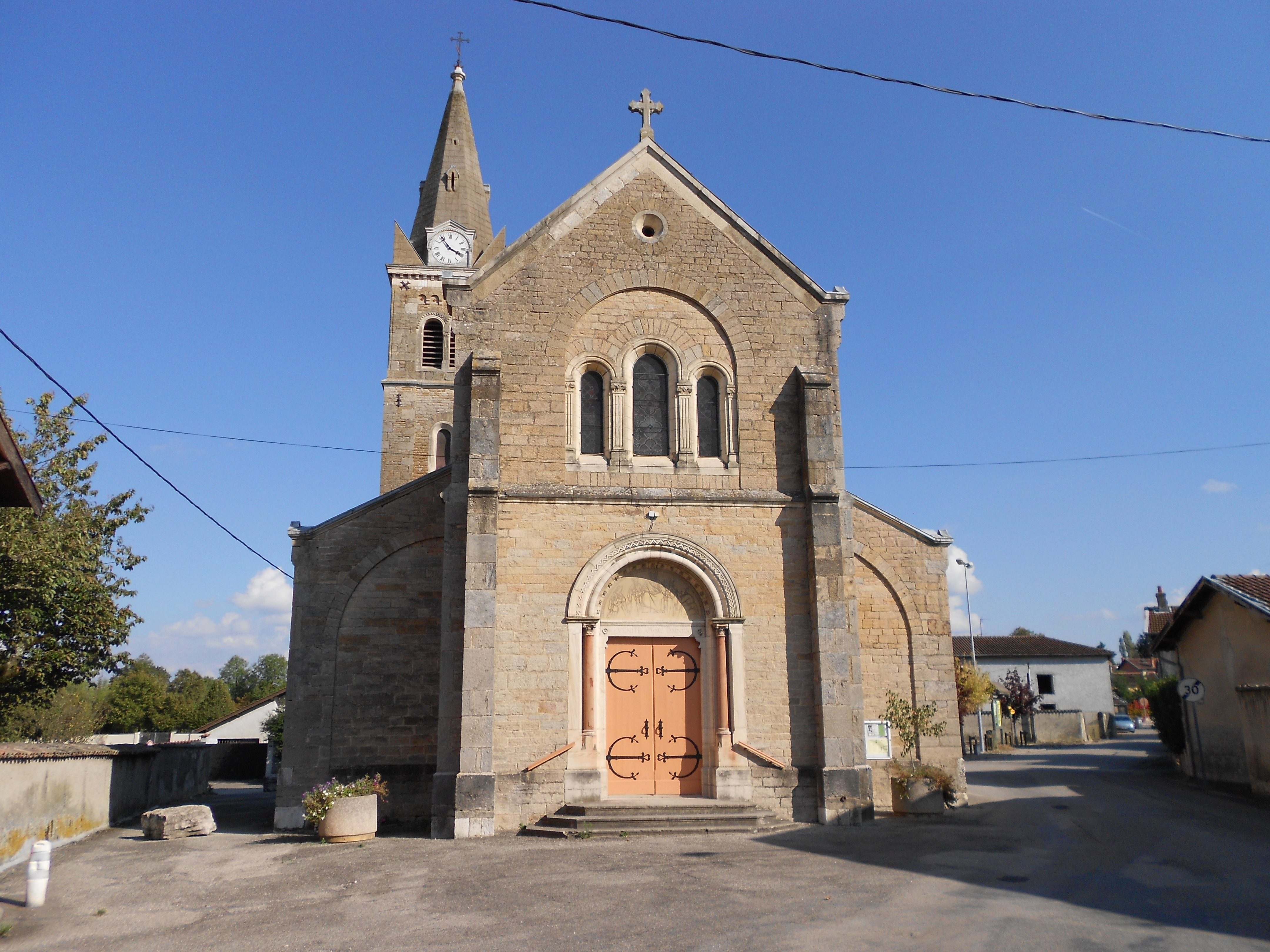
L'église de Janneyrias.
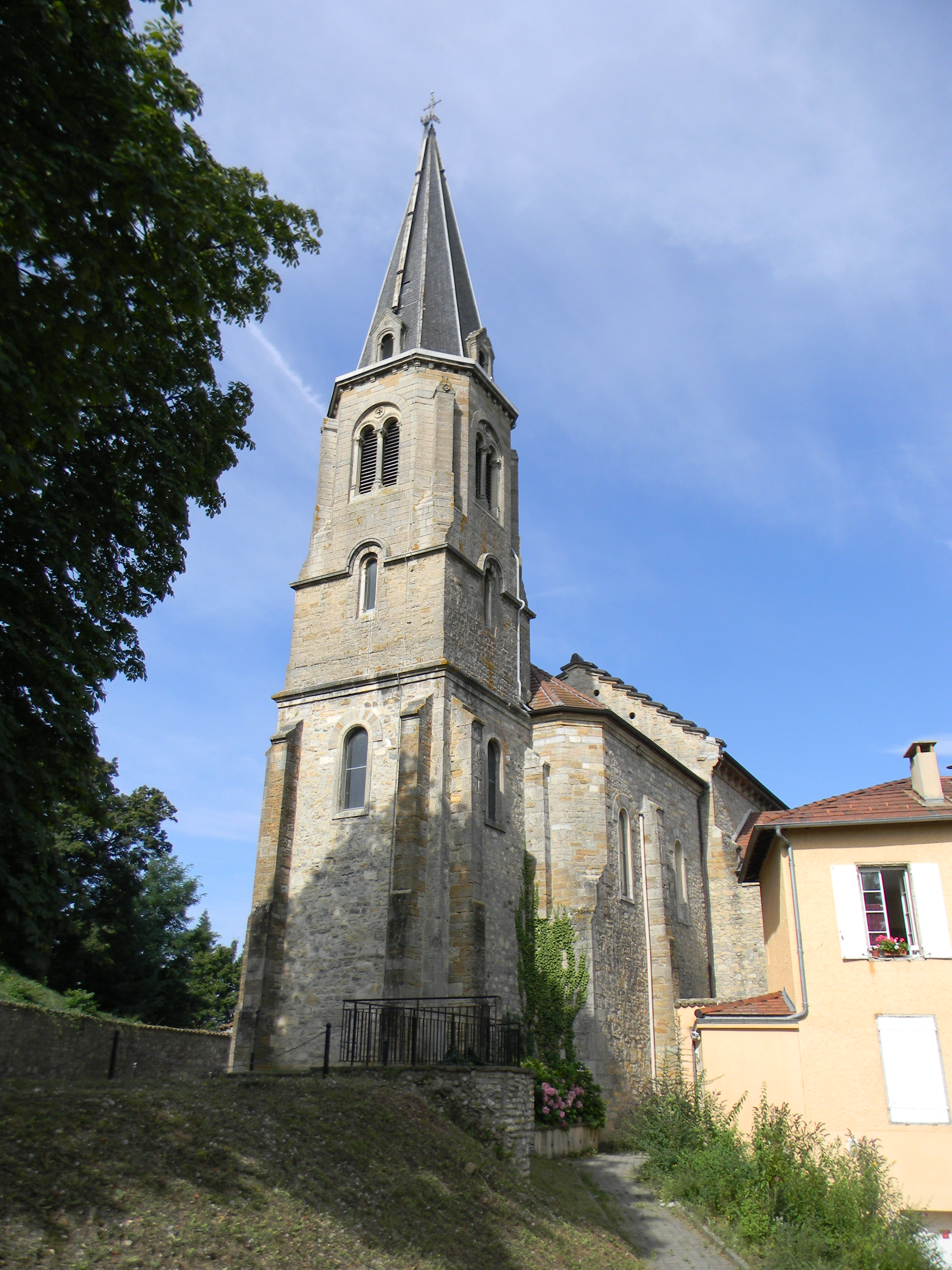
L'église de Colombier.
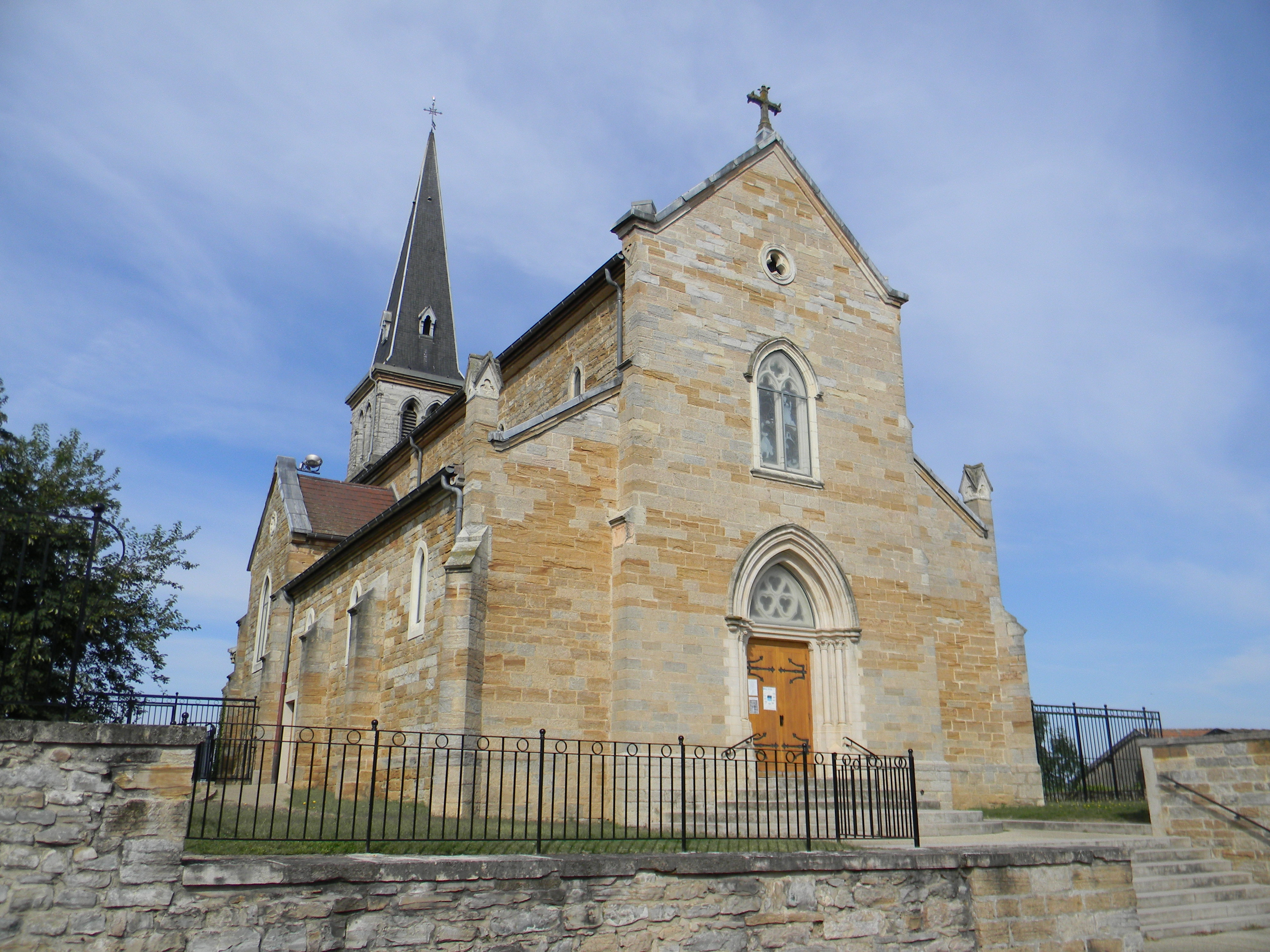
L'église de Saugnieu.

## Distinction
Il est membre de la société académique d'architecture de Lyon le 4 décembre 1841.